# Apalonia guyfemoralis
Apalonia guyfemoralis (лат.) — вид жуков-стафилинид рода Apalonia из подсемейства Aleocharinae. Французская Гвиана.

## Описание
Мелкие коротконадкрылые жуки. Длина тела 2,4 мм. Тело блестящее, в основном коричневое, голова и переднеспинка красновато-коричневые, основание брюшка жёлто-коричневое; усики коричневые, с двумя базальными антенномерами и основанием третьего красноватого цвета, от девятого до одиннадцатого — жёлто-красноватым; жёлтые ноги с коричневыми пятнами бёдер. Глаза при виде сверху длиннее постокулярной области. Второй антенномер короче первого, третий длиннее второго, от четвертого до десятого поперечные.  Формула лапок 4-5-5. Голова с отчетливой шеей. Максиллярные щупики состоят из 4 члеников, а лабиальные щупики из 3 сегментов.
Вид был впервые описан в 2015 году итальянским энтомологом Роберто Пейсом (Roberto Pace; 1935—2017) по материалам из Южной Америки (Французская Гвиана).